# فينت
فينت (بالإنجليزية: Faint)‏ هي أغنية لفرقة الروك الأمريكية «لينكين بارك»، وهي الأغنية المنفردة الثانية في الألبوم «ميتيورا (Meteora)» المصدَر عام 2003. حازت الأغنية على المرتبة رقم 48 في الولايات المتحدة، وعلى المرتبة رقم 15 في المملكة المتحدة. وتم تصوير فيديو للأغنية في لوس أنجلوس.